# Villanueva de los Infantes (Ciudad Real)
Villanueva de los Infantes é um município da Espanha na província de Ciudad Real, comunidade autónoma de Castilla-La Mancha, de área 134,94 km² com população de 5834 habitantes (2004) e densidade populacional de 43,23 hab/km².
Defende com orgulho ser o lugar de La Mancha de cujo nome Cervantes não se quis lembrar, a primeira frase de Quixote.
É um conjunto representativo do barroco e do renascimento manchegos, na sua igreja paroquial de Santo Andrés Apóstolo (século XVI) foi enterrado Quevedo.
Conta-se que nesta localidade vivia Alonso Quijano, o engenhoso fidalgo de Dom Quixote de La Mancha, pelo que as suas ruas estão impregnadas de motivos cervantinos. 

Pertence à rede das Aldeias mais bonitas de Espanha.

## Demografia
| Variação demográfica do município entre 1991 e 2004 | Variação demográfica do município entre 1991 e 2004 | Variação demográfica do município entre 1991 e 2004 | Variação demográfica do município entre 1991 e 2004 |
| --------------------------------------------------- | --------------------------------------------------- | --------------------------------------------------- | --------------------------------------------------- |
| 1991                                                | 1996                                                | 2001                                                | 2004                                                |
| 6116                                                | 5792                                                | 5735                                                | 5834                                                |

## Património
Capital do Campo de Montiel, nos arredores de Villanueva de los Infantes (Ciudad Real) encontramos importantes conjuntos arqueológicos da Idade de Bronze e posteriores, como o edifício de colunas de Jamila ou a Ponte de Triviño.
- Plaza Mayor, onde se situa uma escultura com Dom Quixote e o seu fiel escudeiro Sancho Pança
- Igreja de Santo André Apóstolo e da Trindade
- Convento de Santo Domingo, lugar onde morreu Quevedo.